# Natur- und Geopark Steirische Eisenwurzen
Der Natur- und Geopark Steirische Eisenwurzen ist zugleich ein Naturpark und ein Geopark in der Steiermark in Österreich. Der 1996 gegründete Park liegt in der Obersteiermark im steirischen Teil der Eisenwurzen und ist der größte Naturpark der Steiermark. Als Geopark zählt er zu den UNESCO Global Geoparks.

## Geografie
Mitglieder des Naturparks waren ursprünglich die sieben Naturpark-Gemeinden Altenmarkt bei St. Gallen, Weißenbach an der Enns, St. Gallen, Landl, Gams bei Hieflau, Palfau, Wildalpen. Die Gesamtfläche des Naturparks beträgt 586 km² in Höhenlagen von 406 bis 2144 m Seehöhe.

Bei der Gemeindestrukturreform in der Steiermark wurden einige Gemeinden ab Jänner 2015 mit anderen zusammengeschlossen, es sind deshalb nur mehr vier Naturpark-Gemeinden: Altenmarkt bei St. Gallen, St. Gallen, Landl, Wildalpen.

## Landschaft und Schutzgebiet
Der Naturpark ist geprägt durch seinen außerordentlichen Waldreichtum, unberührte Naturlandschaften und außergewöhnliche Flusstäler. Im 15. und 16. Jahrhundert prägten Hammerherren, Köhler und Flößer die Region. Damals wurde das aus dem Erzberg gewonnene Erz in der Eisenwurzen verarbeitet. Seit 2002 ist der Naturpark Europäischer Geopark und wurde 2004 für seine Aktivitäten von der UNESCO mit dem Zertifikat Global Geopark ausgezeichnet.
Neben den Landschaftsschutzgebieten „Ennstaler und Eisenerzer Alpen“ sowie „Hochschwab – Zeller Staritzen“ gibt es noch die Naturschutzgebiete „Wildalpener Salzatal“ und „Wegscheider Teich“. Außerdem befindet sich das Natura 2000 Europaschutzgebiet „Ennstaler Alpen / Gesäuse“ im Naturpark. Weiters gibt es zahlreiche Naturdenkmäler in der Umgebung.

## Flora und Fauna
In den Tälern des Naturparks Steirische Eisenwurzen findet man vorrangig Wiesen mit Weiden und Streuobstwiesen. Die landwirtschaftlichen Betriebe finden durch die naturräumlichen und klimatischen Verhältnisse beste Bedingungen für Milchwirtschaft, Kälberaufzucht und Waldbewirtschaftung. Es sind aber auch noch Reste von Moorlandschaften und Auen vorhanden. In der Naturparkgemeinde Mooslandl befindet sich ein Flach- und Niedermoor, das sich auf den mächtigen eiszeitlichen Schotterterrassen der Enns gebildet hat.
Große Teile des Naturparks bestehen aus Wald. Überwiegende Baumarten sind Fichten, Tannen, Kiefern und Buchen. Besonders hervorzuheben sind dabei die Schluchtwälder (Kiefern), die im Präboreal, also der Vorwärmezeit, die beherrschende Waldgesellschaft bildeten. Sie gelten heute als so genannte Reliktstandorte. Charakteristische Pflanzen des Gebietes sind: die Schneerosen, der Seidelbast, verschiedene Hahnenfußarten, Huflattich, Leberblümchen und die Buschwindröschen. Etwas höher oben findet man Almen, die heute als Ausflugsziel dienen. Früher jedoch war die Almwirtschaft hier von großer Bedeutung. Während die Niederalmen heute noch bestehen, wurden den Hochalmen die Weiderechte aus forst- und jagdwirtschaftlichen Gründen abgelöst. Besondere Pflanzen auf den Bürstlingsrasen der Almen sind Weißer Germer, Almampfer, Arnika, Blauer Eisenhut und Silberdistel. Etwas höher, in den alpinen Regionen des Naturparks, wechseln sich Felsspaltenvegetation, Schuttfluren, alpine Matten und Zwergstrauchgesellschaften mit Latschenfeldern ab. Eine typische Pflanze für die Kalk-Felsspalten sind etwa die Aurikel oder der Petergstamm.

## Sehenswürdigkeiten
Im Naturpark gibt es Naturschönheiten, Naturdenkmäler oder Kraftorte, die sich vielfach durch das jahrhundertelange Zusammenwirken von Natur und Mensch entwickelt haben, beispielsweise Schluchten, Höhlen, Teiche, Moore, Wasserfälle und Ursprungsquellen. Diese Schauplätze sind gut erreichbar und frei zugänglich.

### Natürliche Sehenswürdigkeiten
Brunnsee in Wildalpen, Kraushöhle in Gams bei Hieflau, Nothklamm in Gams bei Hieflau, Palfauer Konglomeratschlucht, Spitzenbachklamm „Tal der Schmetterlinge“, Wasserlochklamm, Kläfferquelle.

### Errichtete Sehenswürdigkeiten
Neben den natürlichen Sehenswürdigkeiten gibt es auch von Menschen errichtete Bauwerke, die das kulturelle Leben in der Region mitbestimmen.
Zu diesen Sehenswürdigkeiten zählen GeoPfad, GeoWerkstatt, GeoZentrum, Museum HochQuellenWasser Wildalpen, Forstmuseum Silvanum und der Wasser- und Erlebnispark Eisenwurzen.